# LCD Soundsystem
LCD Soundsystem to muzyczny projekt, którego mózgiem jest producent i współzałożyciel wytwórni DFA Records – 
James Murphy. Muzykę grupy określa się jako połączenie różnych gatunków: dance, punk wraz z disco i innymi stylami. Zespół szczególną popularność zdobył w USA oraz na Wyspach Brytyjskich.

## Członkowie
- James Murphy

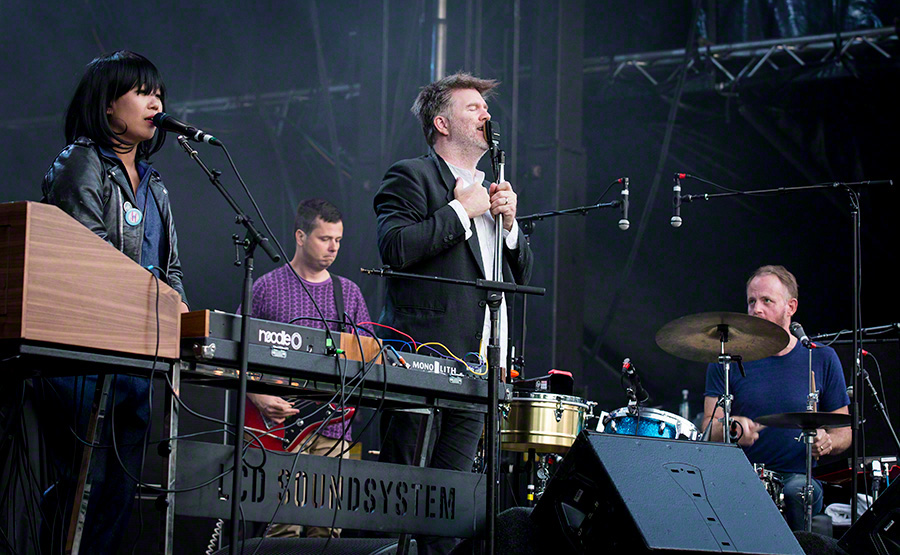
LCD Soundsystem, 2016

podczas koncertów pomagają mu także:
- Al Doyle
- Phil Skarich
- Nancy Whang
- Pat Mahoney

## Historia
Popularność zespołu zaczęła się od bardzo chwytliwego singla, Losing My Edge, który szybko stał się hitem. Kolejne single, które ujrzały światło dzienne to Yeah oraz Give It Up. W lutym 2005 roku grupa wydała swoją pierwszą płytę długogrającą - i to od razu dwupłytową - zatytułowaną LCD Soundsystem. Krążek ten uzyskał bardzo dobre noty od dziennikarzy oraz świetny odzew od fanów. Pierwsza płyta zawierała album właściwy, natomiast na drugiej płycie znalazły się reedycje poprzednich singli. Kolejny album studyjny LCD Soundsystem pt. 'Sound Of Silver' ukazał się w marcu 2007 roku. Tak jak i jego poprzednik zebrał bardzo dużo pochwał zarówno od krytyków jak i od miłośników grupy. Zespół zakończył swoją działalność w 2011 roku, jednak w 2015 wznowił działalność.

## Dyskografia

### Albumy
- 2005 - LCD Soundsystem
- 2007 - Sound of Silver
- 2010 - This Is Happening
- 2017 - American Dream

### Inne wydawnictwa
- 2006 - Introns
- 2006 - 45:33
- 2007 - A Bunch of Stuff EP
- 2009 - 45:33 Remixes

### Single
- Losing my edge (2002)
- Give it up (2003)
- Yeah (2004)
- Movement (2004)
- Daft Punk Is Playing at My House (2005)
- Disco infiltrator (2005)
- Tribulations (2005)
- North American scum (2007)
- All my friends (2007)
- No love Lost (Joy Division cover) / Poupee de cire (Serge Gainsbourg cover)/ 7" z Arcade Fire (2007)
- Someone Great (2007)
- Confuse the Marketplace (2007)
- Time to Get Away (2008)
- Big Ideas (2008)
- Bye Bye Bayou (Alan Vega cover) (2009)

## Filmografia
- Shut Up and Play the Hits (2012)